# 十一月八日 (出版社)
十一月八日是阿尔巴尼亚历史上的一家出版社，成立于1973年，位于地拉那，主要致力于政治类和非虚构类出版物的出版。

## 历史
该出版社得名于阿尔巴尼亚劳动党成立的日期。1955年，阿尔巴尼亚劳动党历史研究所的翻译部门成立；1965年，并入“奈姆·弗拉谢里”出版社。1973年，从“奈姆·弗拉谢里”出版社析置“十一月八日”出版社，前者从1974年起主要专注于虚构文学作品的出版。
“十一月八日”出版社全面翻译哲学类作品，主要是马克思主义著作，而当时这些著作很少有阿尔巴尼亚语版本。译者的工作受到阿尔巴尼亚劳动党中央委员会及其下属的马克思列宁主义研究所的严格监督。萨米·莱卡是该出版社的首批译者之一。